# フロインフォッサル
フロインフォッサル（アイスランド語: Hraunfossar, 英語: Lava Falls）は、アイスランドの西部に位置する滝である。フラウンフォッサル、フロイン滝とも表記される。
「フロインフォッサル」は、アイスランド語で「溶岩の滝」という意味をもつ言葉である。

## 概要

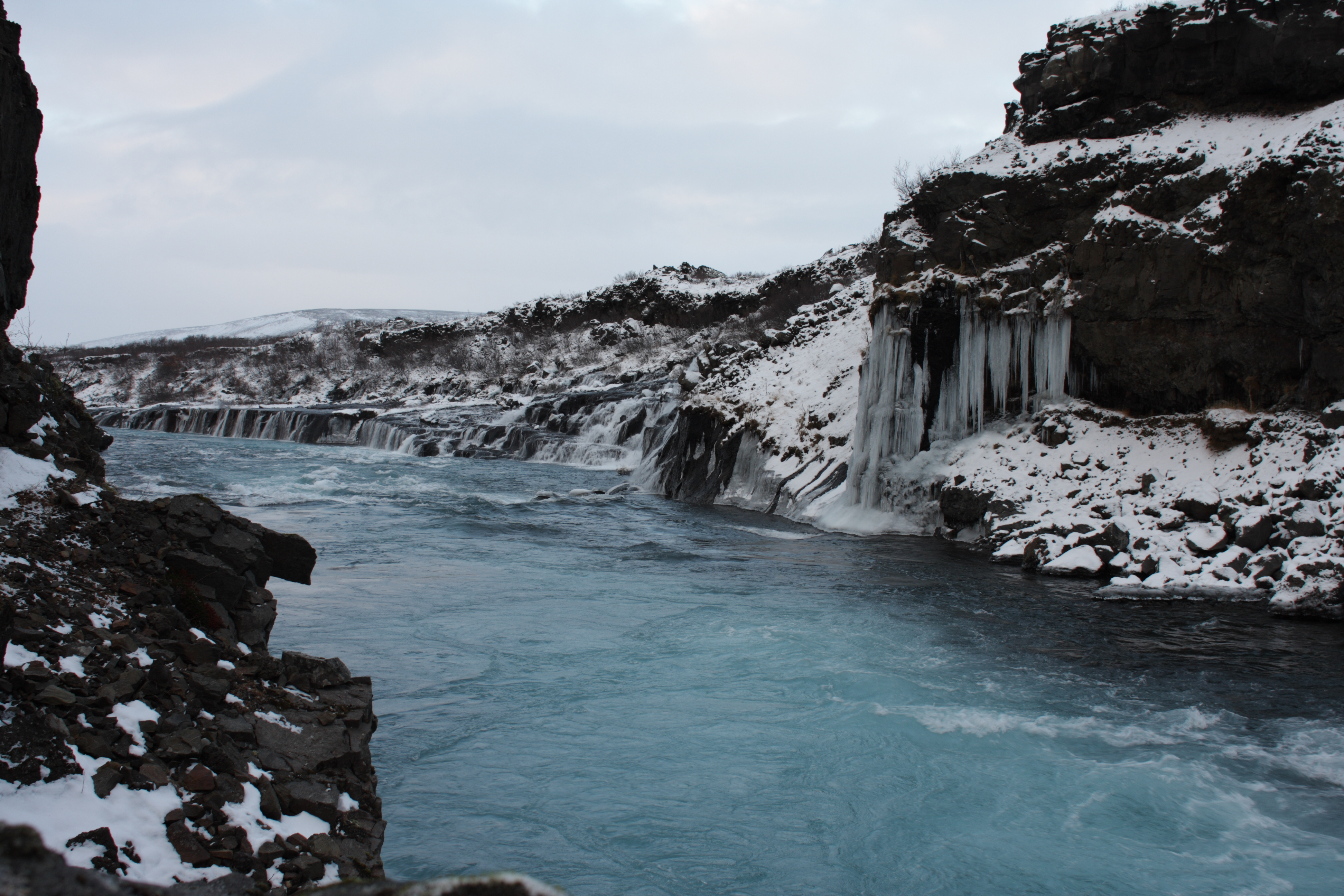
冬季

滝は、西アイスランド地方にあるハトルムンダルフロイン (is:Hallmundarhraun) と呼ばれる溶岩台地にある。
ラゥング氷河 (is:Langjökull) の下の火山の噴火によって流れ出た溶岩が、その氷河を源流とするクヴィータゥ川 (en:Hvítá, Árnessýsla) の川岸を覆っており、ハトルムンダルフロインにしみ込んだ水が、溶岩のすき間から湧出し、そのままその川に流れ込んでいる。

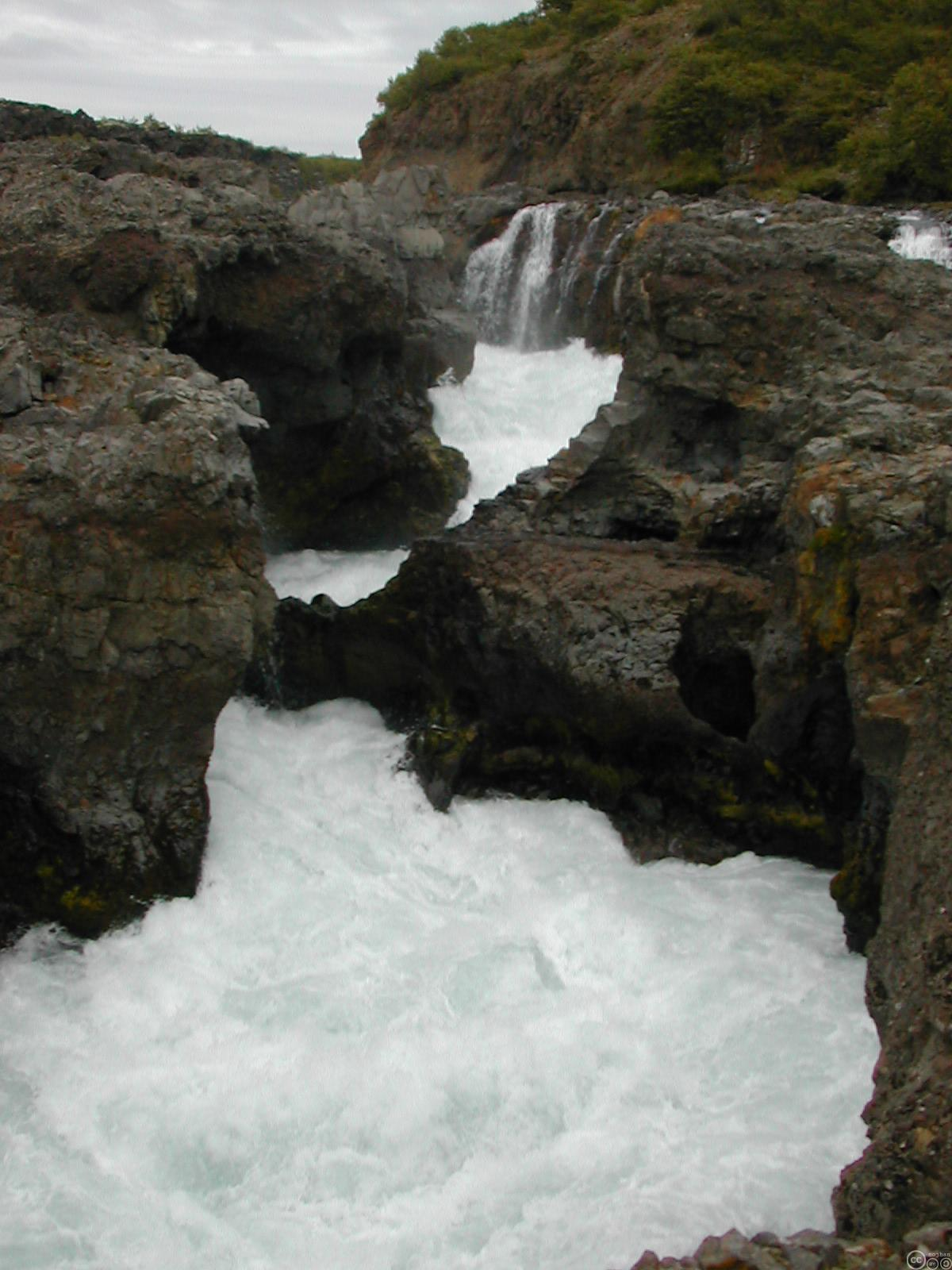
バルナフォス

このような光景は、クヴィータゥ川沿いのおよそ1キロメートルにわたる範囲で見られる。フロインフォッサルは、これらの小さな滝の連なりをいう。
滝の周囲には、カバノキの他に、ブルーベリーに近い種であるクロマメノキなどの植物が生育している。
フロインフォッサルから東へ徒歩でおよそ3分ほど行ったところには、「子どもたちの滝」という意味をもつ滝、バルナフォス (is:Barnafoss) がある。フロインフォッサルとバルナフォスの2つの滝およびそれらの周辺の地域は、その美しさから、1987年に天然記念物に選定されている。

## 交通アクセス・周辺
フロインフォッサルは、レイクホルトからは、東へおよそ26キロメートル、フッサフェル (en:Húsafell) からは、西へおよそ6.4キロメートルほど行ったところにある。